# Kleinblütige Nachtkerze

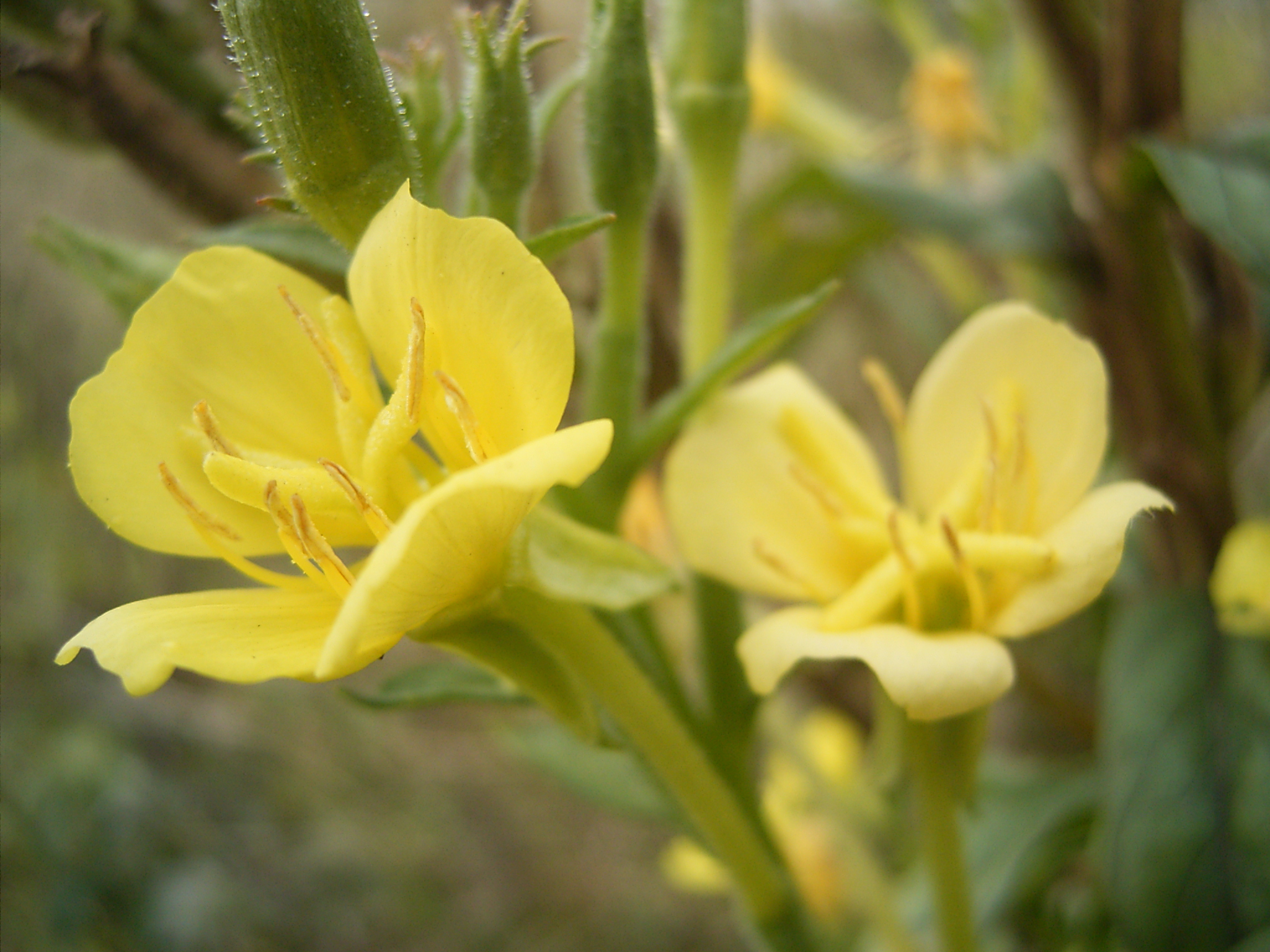
Blüten einer Oenothera parviflora-Gruppe

Die Pflanzenart Kleinblütige Nachtkerze (Oenothera parviflora) gehört zur Gattung Nachtkerzen (Oenothera) innerhalb der Familie der Nachtkerzengewächse (Onagraceae). Sie stammt aus dem östlichen Nordamerika. In der Sammelart Oenothera parviflora agg. werden mehrere schwer bestimmbare Kleinarten zusammengefasst.

## Beschreibung
Die Kleinblütige Nachtkerze (Oenothera parviflora s. str.) ist eine überwinternd grüne, krautige Pflanze, die Wuchshöhen von 0,5 bis 1,5 Metern erreicht. Der Stängel ist im unteren Bereich tiefrot überlaufen. Die Blattspreite ist lanzettlich, dunkelgrün mit roten Mittelnerven.
Der Blütenstand ist dicht und abgestutzt. Die Knospen sind zuerst grün, dann braun-rot überlaufen. Die zwittrigen Blüten sind radiärsymmetrisch und vierzählig mit doppelter Blütenhülle. Die vier Kelchblätter sind röhrig verwachsen. Die Blütenbecherröhre ist 30 bis 40 Millimeter lang. Die bis zu 2 Zentimeter langen Kelchzipfel sind deutlich voneinander entfernt. Die vier Kronblätter sind 10 bis 20 Millimeter lang und breit. Die Blütezeit reicht von Juni bis September.
Die Kapselfrucht ist 2 bis 3 Zentimeter lang.
Die Chromosomenzahl beträgt 2n = 14.

## Ökologie
Bei den Kleinarten dieser Sammelart handelt es sich um Therophyten bis Hemikryptophyten.

## Vorkommen
Die Kleinblütige Nachtkerze stammt aus dem östlichen Nordamerika. Sie ist ein Neophyt, der seit dem 17. Jahrhundert in Mitteleuropa heimisch ist. In Mitteleuropa kommt die Kleinblütige Nachtkerze selten im Tiefland vor, vor allem an den Küsten (Dünen), auf sandigen Flussufern und auf „Unkrautbeständen“ in Heiden, desgleichen in den Sandgebieten am Nieder-, Mittel- und nördlichen Oberrhein; sehr selten findet man sie am Main, in Franken sowie im Alpenvorland, desgleichen im Ober- und Niederösterreich und in der Steiermark.
Die Kleinblütige Nachtkerze gedeiht am besten auf trockenen, mäßig nährstoffreichen Böden, die sandig oder steinig-kiesig und locker sein sollten. Sie gedeiht in Gesellschaften des Verbands Dauco-Melilotion, kommt aber auch in denen der Verbände Sisymbrion oder Salsolion vor.

## Systematik
Die Erstveröffentlichung von Oenothera parviflora erfolgte 1759 durch Carl von Linné. In der Sammelart Oenothera parviflora agg. werden mehrere schwer bestimmbare Kleinarten zusammengefasst.